# Bruno Siqueira
Bruno Siqueira (Juiz de Fora, 23 de agosto de 1974) é um político brasileiro filiado ao Movimento Democrático Brasileiro (MDB). Foi prefeito de Juiz de Fora, tendo sido eleito em 2012 e reeleito em 2016, superando em duas eleições consecutivas a candidata Margarida Salomão. Renunciou ao cargo de chefe do executivo municipal em 6 de abril de 2018, visando concorrer à eleição para o Senado por Minas Gerais.

## Biografia
Nascido e criado em Juiz de Fora, Bruno Siqueira viveu parte da vida no bairro Alto dos Passos. Filho de Marcello Lignani Siqueira e Hélvia de Freitas Siqueira, irmão de Moacir, Anita,Otávio e Janine, Bruno é casado com Daniele Camacho Siqueira há mais de dez anos e juntos são pais de Bernardo, de 7. Na Universidade Federal de Juiz de Fora (UFJF), formou-se no curso de engenharia civil, onde foi presidente do Diretório Acadêmico. Na Fundação Dom Cabral, em Belo Horizonte, cursou pós-graduação em Engenharia Econômica e participou ativamente do Conselho Estadual da Juventude. Retornou a Juiz de Fora em 2000, quando entrou definitivamente na política.
Em reconhecimento ao trabalho em prol de Juiz de Fora e da Região da Zona da Mata, Bruno Siqueira recebeu várias condecorações, dentre elas a Medalha da Ordem do Mérito Imperador Dom Pedro II, do Corpo de Bombeiros Militar de Minas Gerais; Medalha Juscelino Kubitschek, da Universidade Federal de Juiz de Fora; Medalha da Inconfidência, do Governo do Estado de Minas Gerais; Ordem do Mérito Legislativo, da Assembleia Legislativa de Minas Gerais; e Medalha do Mérito Legislativo da Câmara Municipal de Juiz de Fora.
Em seu primeiro mandato como prefeito de Juiz de Fora, foi duplamente reconhecido como Prefeito Empreendedor pelo Prêmio Sebrae Empreendedor.

## Carreira Política
Bruno foi um dos vereadores mais jovens do Brasil e exerceu três mandatos como representante na Câmara Municipal de Juiz de Fora. Foi relator da Comissão Parlamentar de Inquérito, criada para investigar e apurar a liberação irregular de recursos do FPM (Fundo de Participação dos Municípios), com suspeita de desvio de recurso público e enriquecimento ilícito do Prefeito Municipal.
Em 2008, foi o vereador mais votado da história da cidade até então. No mesmo ano, foi eleito presidente do Legislativo. Como presidente implantou uma política administrativa, visando à seriedade e à transparência com os gastos públicos.
Nas eleições de 2010, foi eleito deputado estadual com 68.437 votos, com votação em todas as regiões de Minas Gerais.
Em seu primeiro discurso na Assembleia, defendeu a Zona da Mata ao condenar a guerra fiscal promovida pelo Governo do Rio de Janeiro, que tem assediado empresas mineiras com propostas de baixas alíquotas de tributos. É autor do requerimento que cria a Frente Parlamentar “O Petróleo também é nosso” para chamar atenção dos deputados para o empobrecimento da Zona da Mata.
Bruno Siqueira é autor do Projeto de Lei que visa utilizar o Aeroporto Regional da Zona da Mata, entre os municípios de Goianá e Rio Novo, para transporte de mercadorias. O projeto visa à criação de centros de prestação de serviços na movimentação, distribuição e armazenagem de produtos.
Foi o responsável pela realização, juntamente com a Comissão de Transportes da ALMG, da Audiência Publica sobre as obras de melhorias no trecho da BR-040 que liga BH a Juiz de Fora realizada na Associação Comercial.
Em 2012, lança sua pré-candidatura à prefeitura de Juiz de Fora pelo PMDB. No primeiro turno, foi o candidato mais votado, com aprovação de 40,26% do eleitorado (115.267 votos). Foi eleito prefeito de Juiz de Fora em segundo turno com 57,16% dos votos válidos (163.686 votos) superando a candidata do PT Margarida Salomão que obteve 42,84% (122.684 votos). Tomou posse do seu primeiro mandato à frente do Executivo em 1º de Janeiro de 2013.
Em 2016, se reelegeu prefeito de Juiz de Fora, superando novamente a candidata Margarida Salomão no segundo turno. No primeiro turno, Bruno teve 103.812 votos, o que corresponde a 39,07% dos votos válidos. Margarida recebeu 59.506 votos, o equivalente a 22,38 %. Eleito no segundo turno com 151.194 votos, o que corresponde a 57,87% dos votos válidos, contra 110.059 de Margarida Salomão (PT) – 42,13%. O representante do PMDB tomou posse do segundo mandato no dia 1º de Janeiro de 2017.

## Primeiro Mandato
Em 2012, depois de um jejum de 30 anos elegendo apenas três prefeitos, Juiz de Fora escolheu Bruno Siqueira para assumir a Prefeitura Municipal, onde realizou um grande conjunto de obras para a cidade. Na gestão, Bruno também conseguiu avanços importantes como a inédita licitação do transporte público  da cidade, reabertura do Museu Mariano Procópio depois de mais de oito anos fechado para visitação, retomou as obras do Teatro Paschoal Carlos Magno – paradas há 30 anos, criou a Casa da Mulher, garantiu a implantação do complexo de cultura e lazer, a Praça CEU na Zona Norte da cidade, além construção de seis novas creches, realizou o maior volume de obras de contenções por toda a cidade com um investimento de mais de R$ 55 milhões.
Outro marco da administração são as obras de despoluição do Rio Paraibuna. Com um investimento de R$130 milhões, as obras abrangem a implantação de aproximadamente 40 quilômetros de tubulações ao longo das margens do rio e de córregos municipais, cinco estações elevatórias para bombeamento dos efluentes e duas novas ETEs. A previsão é que, após os trabalhos, a Companhia de Saneamento Municipal (CESAMA) passe a tratar 65% do esgoto da cidade. O objetivo da companhia é chegar à totalidade do tratamento nos próximos anos.
Durante os primeiros quatro anos de mandatos, o juiz-forano passou a interagir em tempo real com a Prefeitura de Juiz de Fora. Pelo Colab.re, o cidadão pode reportar informações à administração municipal em prol de melhorias. Já pelo aplicativo No Ponto, usuários do transporte coletivo passaram a saber, em tempo real, a localização e quanto tempo falta para o ônibus chegar ao ponto. Outro app lançado durante a gestão de Bruno Siqueira foi o Descarte.me, que monitora o serviço de coleta de lixo de Juiz de Fora.
O ranking da transparência do Ministério Público Federal (MPF), que elenca as 853 cidades de Minas, coloca o município como o primeiro em Minas Gerais e em destaque num grupo de grandes cidades do país, como Curitiba e Florianópolis.
O Jornal Folha de S.Paulo, em parceria com o Datafolha divulgou o Ranking de Eficiência de Municípios- Folha (REM-F) que leva em consideração os serviços prestados pelas prefeituras, e a relação com os gastos de recursos. Juiz de Fora está entre os 24% municípios considerados eficientes pelo levantamento. Mais de 5.200 municípios, em todo o Brasil, tiveram seus dados avaliados.
A cidade é a única de Minas Gerais, e uma das 12 escolhidas no Brasil, parceira do programa “Juntos Pelo Desenvolvimento Sustentável”, desenvolvido pela Comunitas, entidade que reúne líderes da iniciativa privada no custeio de ações de inovação na gestão pública. Em pouco mais de um ano de trabalho, o resultado apurado no município foi de mais de R$ 30 milhões, entre iniciativas de contenção de gastos e incremento de receita, sem aumento de impostos.
Em momento de grave crise financeira, graças a uma política de austeridade, Juiz de Fora manteve os salários dos servidores em dia e garantiu o pagamento do 13º em dia, de forma integral, ainda na primeira quinzena de dezembro.
A implantação da Lei Geral Implementada e a inovação do projeto JFEmpregos garantiram ao prefeito Bruno Siqueira a entrega de duas honrarias no Prêmio Sebrae Empreendedor. A premiação é voltada a prefeitos municipais que tenham implantado projetos que estimulem os pequenos negócios e a modernização da gestão pública, contribuindo o desenvolvimento econômico e social do município e Juiz de Fora foi a única, entre as 258 cidades mineiras inscritas, a conseguir duas premiações na edição de 2014.